# それでも結婚したいと、ヤツらが言った。
『それでも結婚したいと、ヤツらが言った。』（それでもけっこんしたいと ヤツらがいった）は、2023年1月5日（4日深夜）から2月23日（22日深夜）まで、テレビ東京系列の深夜ドラマ枠「水ドラ25」にて放送されたテレビドラマ。主演は鈴木ゆうか。
お社に住む大黒天の使いのネズミ一家が大黒天からのお達しで結婚式場のスタッフに乗り移り、式場の再建と、挙式するカップルたちに降りかかるトラブル解決に向け奔走する物語。

## あらすじ
「ウェディングヒルズ大黒」は都内にある結婚式場。そのロビーの一角には式場名の由来でもある小さな大黒天を祀ったお社があり、長きに渡って大黒様とともに永遠の愛を誓うカップルを何組も見送ってきたネズミ一家が住んでいた。
近年著しい結婚式需要の減少で経営難に陥っていた式場にある日、敷地一帯を売りに出す話が持ち上がる。
これにあわてた大黒様がネズミの一家に「なんとかせよ！」と式場の再建を命じた。
人間に乗り移る力を与えられたネズミの一家は、式場スタッフとなってワケありカップルたちに翻弄されながらも結婚式を成功させようと奔走し、最終的に式場の再建を目指していく。
面倒くさくてややこしく理不尽で不条理な人間たちが、何ゆえに愛すべき存在なのか。そしてそんな人間たちが、何ゆえに結婚式を挙げようとするのか。
人間ではないネズミだからこそ視得る、結婚式に至るまでの葛藤や人間模様を通して「結婚式の素晴らしさ」を明らかにする。

## キャスト

### ネズミ一家
「ウェディングヒルズ大黒」にある大黒天のお社に住まうネズミの一家。
チュー子
演 - 鈴木ゆうか
しっかり者の長女。合理的で効率的にものごとを考えるため、面倒くさい人間の心が理解できない。
最終話で式場を去ることになり、康平に憑依して天音に別れの挨拶を告げる。
チュル美
演 - 優希美青
今どきで明るい性格の次女。好奇心旺盛で、家族の中でも身体能力が一番高い。
チュー太
演 - 西岡星汰
気弱で引きもりがちな末っ子。
チュー吉
演 - 濱津隆之
父親で一家の大黒柱。見た目や口調は昭和の頑固親父だが、考え方は時代の先端を走っている。
妻のチュー江を人間が仕掛けた罠で殺され、人間を警戒している。
しかし本当は妻は存命で、ネズミ代表として真の実力で干支を決める競争に勝つため大黒天の下で極秘訓練を受けていたと明かす。

### ウェディングヒルズ大黒
経営危機に直面する都内の結婚式場。
篠原天音
演 - 鈴木ゆうか
チュー子に憑依される職歴2年目の新人プランナー。
共感力は人一倍あるのに引っ込み思案なため、その時々の感情に流されやすい。
知らぬ間に結婚式のトラブルを解決していることから、途中からチュー子の憑依に気付き、彼女と心の中で会話できるようになる。
最終話では、数々の結婚式のトラブルを共に乗り越えたプランナーの康平と「ウェディングヒルズ大黒」で結婚式を挙げる。
桜井康平
演 - 福山翔大
若手のプランナー。天音の先輩。
真面目な性格で同僚からの信頼も厚いが、合理的にものごとを進めようとするチュー子とは相性が悪い。
淡島芹奈
演 - 優希美青
チュル美に憑依されるホールスタッフ。
いろいろと気が利くが、天音にはライバル心を持っている。
御子柴隼人
演 - 西岡星汰
チュー太に憑依される見習いシェフ。
勝気な性格で生意気だが、仕事は優秀にこなす。
後藤田昭一
演 - 濱津隆之
チュー吉に憑依されるウェディングキャプテン。
事なかれ主義だが、かつては優秀なプランナーだった。
桐沢信江
演 - 久保田磨希
天音の上司にあたるプランナー。
多くの結婚式を成功させてきた実績で、新郎新婦たちからの評判は良い。
式場スタッフ
演 - 本間汐莉

### その他
大黒天
声 - 中野周平（蛙亭）
お社に住む神様。式場の再建と挙式するカップルたちのトラブル解決をネズミ一家に命じる。
最終話で結婚式場が盛り返したので、次は経営危機のウィスキー工場を救うためお社を引っ越すので、同行するようネズミ一家に命じる。

### ゲスト

#### 第1話
新山由美
演 - 筧美和子（第2話）
新婦。旧姓：片山。
新山隆文
演 - 前原滉（第2話）
新郎。由美が元彼と密会していることを知り、結婚に乗り気になれないでいた。
カネダシンタロウ
演 - 渡部秀
隆文の同僚。由美の元彼。由美に復縁を迫っていた。

#### 第2話
新山清美
演 - 速水今日子
隆文の母親。書家。息子の結婚式の内容に過度に干渉し、ライブペインティングを披露したいと訴える毒親。
しかし、書の個展で偶然知り合っていた由美の母・麻衣子と由美の関係修復を考えての介入であった。
片山麻衣子
演 - 武藤令子
由美の母親。一時の気の迷いで好きになった男性との生活を選び家庭を捨てたため、由美と絶縁状態となっていた。
清美の意図を読み取ったチュー子の機転で由美と対面して関係を修復し、娘の結婚式に出席する運びとなる。

#### 第3話
水谷俊哉
演 - 樫尾篤紀（第4話）
新郎。二人だけのオンリーワンの結婚式をしたいと、バンド演奏やバルーン演出など予算オーバーなプランを要望する。
チュー子に促された琴葉が本心を語ったことで、独り善がりなプランであったと反省し、琴葉の意見に寄り添う。
癌が見つかり、琴葉から治療に専念するため結婚式をやめようと言われ、彼女のために何かをしてあげたかった思いが果たせないと心を痛める。
水谷琴葉
演 - 白石優愛（第4話）（5歳時：有田麗未、第4話）
新婦。本心では俊哉の希望するプランが本当にいい結婚式になるのか疑問を抱いていた。
5歳のころに見た、連れ子の自分と母を迎え入れてくれた家族に感謝する母親の結婚式に憧れていた。
俊哉の癌治療のため結婚式を諦めるが、本心は未練があるとチュー子に指摘され、一生忘れられない思い出を作るため当初のプランと異なるが、二人だけの結婚式をあげる。
琴葉の母
演 - 玉井らん（第4話）
琴葉が5歳のころ、自分たちを迎え入れてくれた家族に感謝するため、「ウェディングヒルズ大黒」で式を挙げている。

#### 第5話
岡崎志乃
演 - 景井ひな
ある結婚式の新郎の元恋人。「運命の相手」と言ってくれたはずが、別人を選んだ新郎の式を台無しにするため、大金と「ご迷惑をお掛けします」と書かれた手紙を受付に渡し姿を眩ます。
ウェディングケーキの台車に隠れ、ケーキカットの時に爆竹を鳴らそうとしていたが、新婦が靴ずれを我慢して健気に式に臨んでいると知り、彼女のほうが新郎の「運命の相手」と思うようになり、復讐を取りやめる。
新郎、新婦
演 - 栗原航大、宗像茜衣
志乃を振った新郎と、その相手の新婦。
警備員
演 - 三浦大和
「ウェディングヒルズ大黒」の警備員。「世の中に嫌気がさしたら、ヒースロー空港の到着ゲートに行くといい」と志乃に助言し、彼女から「運命の相手」と一目惚れされる。

#### 第6話
東條なつき
演 - 未来（第5話）
ミホのパートナー。ミホに内緒でSNSで結婚式を挙げるとフライングで知人に公表し、秘密にしておきたかったミホの怒りを買う。
岩井ミホ
演 - 森咲智美（第5話）
なつきのパートナー。別れることを前提になつきと結婚式を挙げるとチュー子たちに明かす。
岩井謙三
演 - 山崎まさや
ミホの父親。経営する会社の技術革新が遅れ、新たな価値観を受け入れるのにこれまでの自分を否定しなければならず、気が荒れて娘となつきの結婚を認めることが出来なかった。
しかし、新たな価値観を受け入れ会社を改革してからは考えを改めており、様子を見に来た結婚式で娘の幸せを偏見から受け入れなかった反省の気持ちをチュー子がネズミ捕りで足止めしたことで吐露する。ミホに謝罪して彼女とヴァージンロードを歩き、なつきの家族と記念写真を撮影する。
謙三の部下
演 - 内田朝陽
謙三に頼まれ、「ウェディングヒルズ大黒」にミホたちの結婚式の準備を探りに来る。

#### 第7話
大菊柾
演 - 三浦浩一（最終話）
若いころ、子育てと仕事に追われ結婚式を挙げることができなかった男性。
3人の子供たちから結婚式を挙げてもらいたいと呼びかけられ、天音からも説得されるが申し出を断る。オセロ対決に負ければ結婚式を挙げると告げ、天音や3人の子供たちと対決し、いずれも圧勝するが、三度目の対決の過程で新しい記憶と引き換えに昔の記憶が消える症状に苦しんでいると打ち明け、これ以上家族との思い出が消えることが嫌で式を挙げることを拒んでいたと明らかとなる。しかし、子供たちから母が式を挙げたがっていたと教えられると、子供たちの記憶に残ればよいと考えるようになり、式を挙げる決心をする。
大菊雛
演 - 東ちづる（最終話）
柾の妻。実は既に亡くなっており、柾にしか見えない存在となっている。大学の登山サークルで登山中に足をひねり、柾に背負われて下山した際に好きな気持ちを告白され、結婚に至る。
背負われて下山した際、いつか柾が困ったときにお返しをすると彼に告げており、約束を守って結婚式に現れる。
大菊真衣
演 - 秋月三佳（最終話）
大菊家の長女。
大菊楓
演 - 新羅美玲（最終話）
大菊家の次女。
大菊柊
演 - 中原弘貴（最終話）
大菊家の長男。

#### 最終話
大野栞
演 - 只野かいり
柾と雛の元々の結婚式の司会。新婦の雛が既に亡くなっていると事前に説明を受けた際、幽霊と驚き叫んだことで喉を潰し、声が出なくなり司会を辞退する。
松本愛子
演 - 兒玉遥
雛の結婚式の司会。声が出なくなった栞の代理。式の途中で栞の声が出るようになったため、彼女と司会を取り合いになり、揉めて式場の照明を消灯させてしまう。

## スタッフ
- 脚本 - 大歳倫弘[2]、保木本真也[2]
- 音楽 - 諸橋邦行[16]
- 主題歌 - et-アンド-「恋のせい、」（avex trax）[3]
- エンディングテーマ - 安斉かれん「恋愛周辺（Demo）」（avex trax）[6]
- 協力 - 株式会社ベルコ[2][17]
- プロデューサー - 北川俊樹[2]、千葉貴也（テレビ東京）[2]、芝﨑弘記（ホリプロ）[2]
- 監督 - 有働佳史[2]、芝﨑弘記[2]、高階貴法
- 制作協力 - キャンター[2]
- 制作 - テレビ東京、ホリプロ
- 製作著作 - 「それでも結婚したいと、ヤツらが言った。」製作委員会

## 放送日程
| 各話   | 放送日  | サブタイトル             | 脚本                | 監督              |
| ------ | ------- | ------------------------ | ------------------- | ----------------- |
| 第1話  | 1月05日 | 新郎新婦の（本音と）秘密 | 大歳倫弘            | 有働佳史          |
| 第2話  | 1月12日 | 毒親降臨                 | 大歳倫弘            | 有働佳史          |
| 第3話  | 1月19日 | 暴走新郎と花嫁の願い     | 保木本真也          | 高階貴法          |
| 第4話  | 1月26日 | 新郎の秘密発覚           | 保木本真也          | 高階貴法          |
| 第5話  | 2月02日 | 披露宴炎上の危機         | 大歳倫弘            | 有働佳史 芝崎弘記 |
| 第6話  | 2月09日 | 二人の花嫁の罠           | 大歳倫弘            | 有働佳史 芝崎弘記 |
| 第7話  | 2月16日 | 愛しい人の表と裏         | 有働佳史 保木本真也 | 有働佳史          |
| 最終話 | 2月23日 | 花嫁不在の奇跡           | 大歳倫弘            | 有働佳史          |

## 放送局
| 放送期間                | 放送時間         | 放送局         | 対象地域       | 備考   |
| ----------------------- | ---------------- | -------------- | -------------- | ------ |
| 2023年1月5日 - 2月23日  | 木曜 1:00 - 1:30 | テレビ東京     | 関東広域圏     | 製作局 |
|                         |                  | テレビ北海道   | 北海道         |        |
|                         |                  | テレビ大阪     | 大阪府         |        |
|                         |                  | テレビせとうち | 香川県・岡山県 |        |
|                         |                  | TVQ九州放送    | 福岡県         |        |
| 2023年1月26日 - 3月16日 | 木曜 0:00 - 0:30 | びわ湖放送     | 滋賀県         |        |

## ネット配信
| 配信開始月 | 配信サイト     | 配信料金     | 備考       |
| ---------- | -------------- | ------------ | ---------- |
| 2023年1月  | TVer           | 広告付き無料 | 見逃し配信 |
| 2023年1月  | ネットもテレ東 | 広告付き無料 | 見逃し配信 |
| 2023年1月  | GYAO!          | 広告付き無料 | 見逃し配信 |
| 2023年1月  | Paravi         | 定額制有料   |            |